# Estación Ciudad Universitaria (Belgrano Norte)
Ciudad Universitaria es una estación ferroviaria de la línea Belgrano Norte ubicada en el barrio porteño de Belgrano, en la ciudad de Buenos Aires. Se encuentra en las inmediaciones de la homónima Ciudad Universitaria, un campus urbano de la Universidad de Buenos Aires, y del estadio del club River Plate.

## Ubicación
Está ubicada en la intersección entre las avenidas Lugones/Cantilo y Udaondo, en el barrio de Belgrano, dentro de la ciudad de Buenos Aires.

## Inauguración
El 29 de agosto de 2015 la estación fue inaugurada oficialmente por la presidenta Cristina Fernández de Kirchner junto a Florencio Randazzo, Daniel Scioli, Carlos Zannini, autoridades de la Universidad de Buenos Aires y Rodolfo D'Onofrio, presidente del Club Atlético River Plate. Sin embargo, la estación comenzó a operar recién el 2 de septiembre de 2015, con algunas obras eléctricas y de señalamiento inconclusas.

### Nombre
Meses antes de la inauguración, Randazzo había declarado que la estación llevaría doble nombre "Ciudad Universitaria - Estadio Monumental", pero dicha iniciativa finalmente no se concretó.

## Imágenes

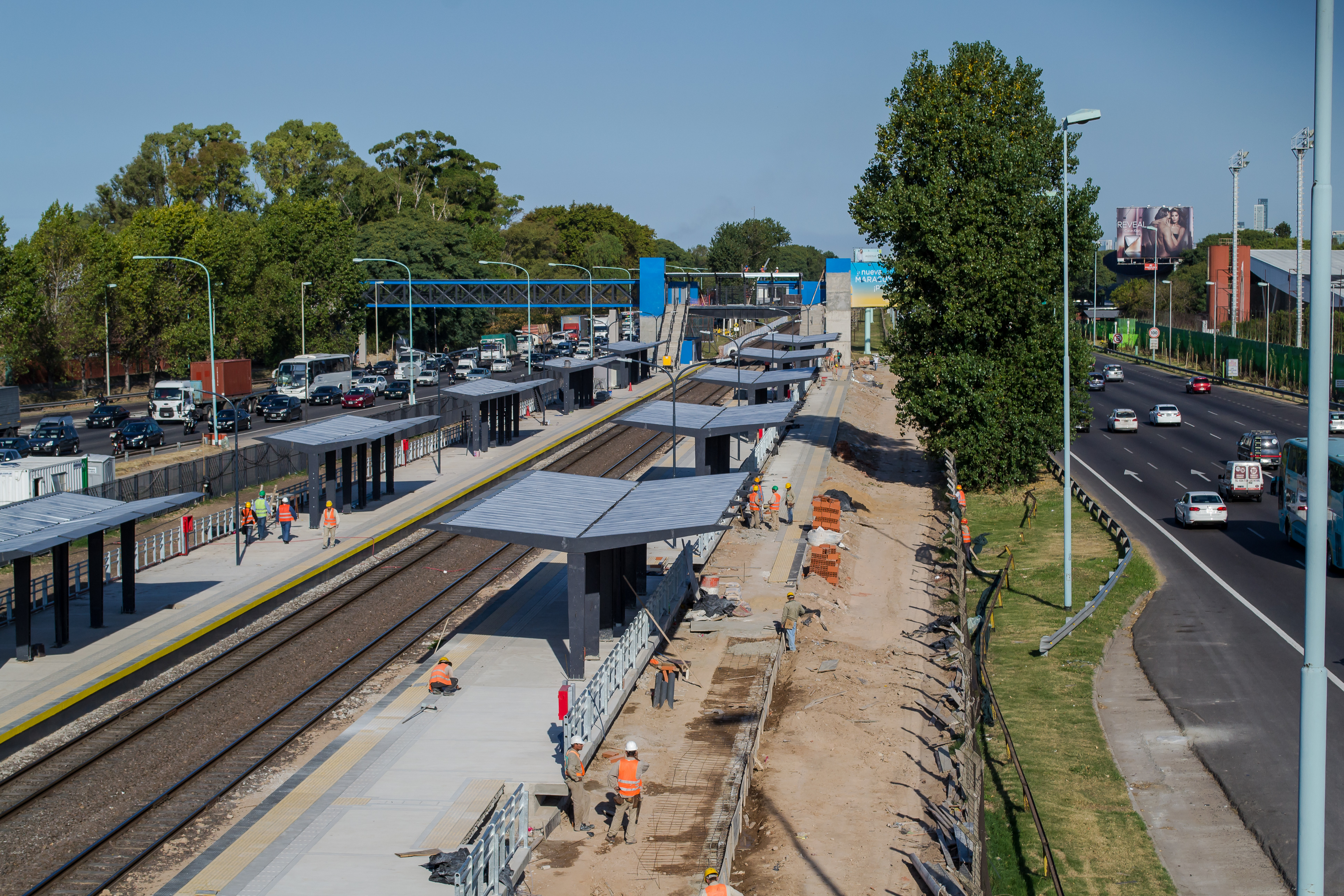
Estación en construcción
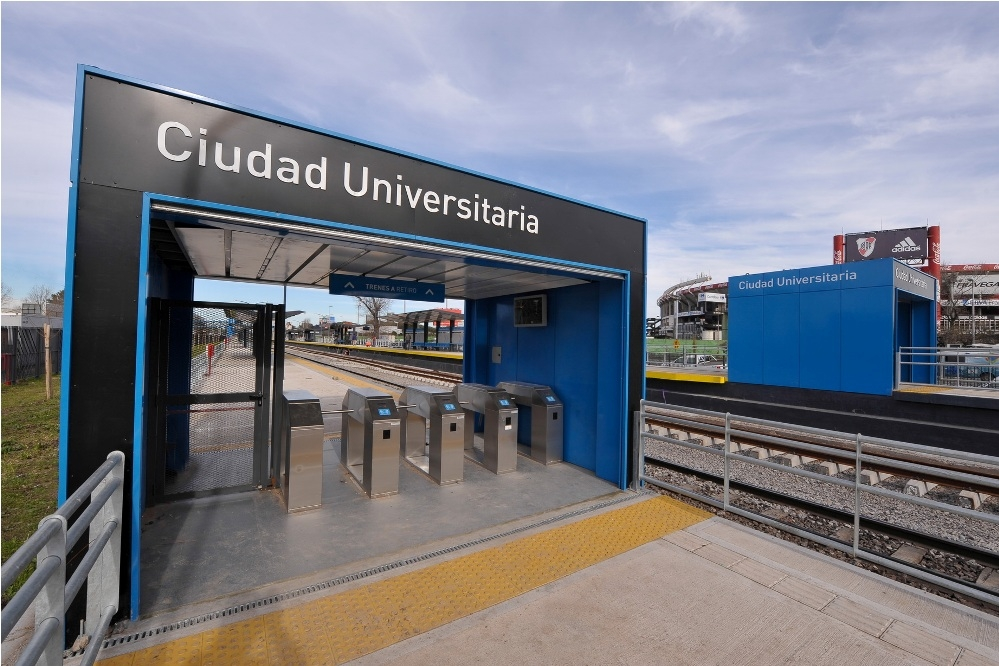
Molinetes
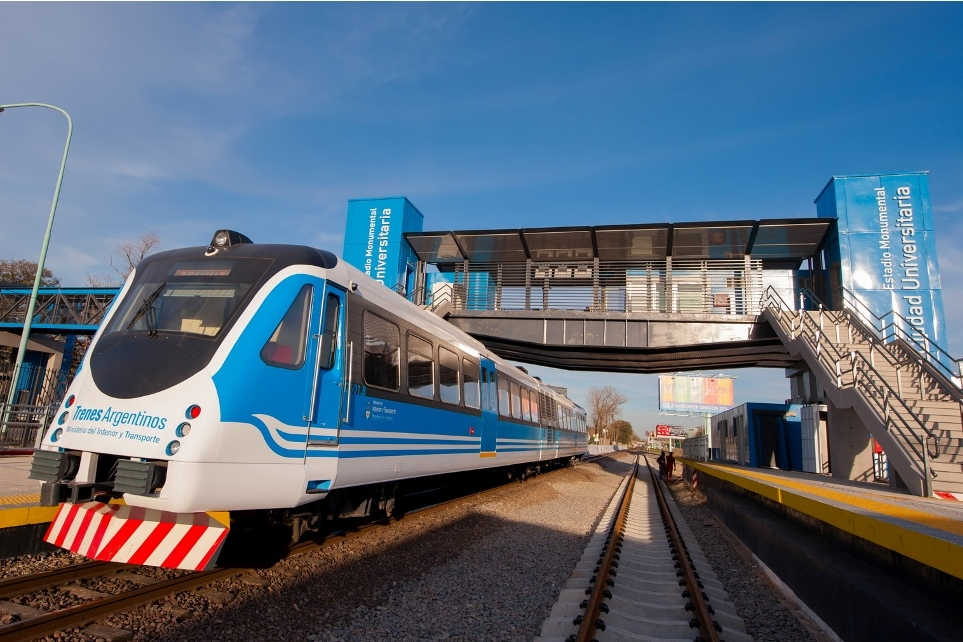
Coche Motor Alerce (diferencial)